# Installation nucléaire de base
Pour les articles homonymes, voir INB.

Une installation nucléaire de base (INB) est une dénomination réglementaire française pour une installation nucléaire fixe (par opposition à une installation nucléaire mobile, comme un navire à propulsion nucléaire). Ces installations sont relatives à celles basées en France.
Ces installations doivent être autorisées par décret pris après avis de l'Autorité de sûreté nucléaire et de radioprotection (ASNR) et après enquête publique. Leur conception, construction, exploitation (en fonctionnement et à l'arrêt) et démantèlement sont réglementés.

## Définition réglementaire
Les INB ont été initialement définies en 1963, par le décret no 63-1228. Cette définition a été reprise par l'article 28 de la loi no 2006-686 du 13 juin 2006 relative à la transparence et à la sécurité en matière nucléaire qui a modifié le cadre juridique établi par la loi Bataille de 1991.
La définition légale est à présent donnée par l'article L593-2 du code de l'environnement.

### Régime général
Sont considérés comme des INB :
- les réacteurs nucléaires ;
- des installations répondant à des caractéristiques définies par décret en Conseil d'État :
  - les installations où sont pratiquées la préparation, l'enrichissement, la fabrication, le traitement ou l'entreposage de combustibles nucléaires, ou le traitement, l'entreposage ou le stockage de déchets radioactifs ;
  - les installations contenant des substances radioactives ou fissiles ;
  - les accélérateurs de particules.

La limite pour constituer une INB dépend de l'activité totale des radionucléides présents dans l'installation ou susceptibles de l'être. Les installations du cycle du combustible nucléaire sont des INB dès lors qu'elles contiennent l'équivalent de plus d'un million de fois le seuil d'exemption (défini par l'article R. 1333-27 du code de la santé publique) ; les installations de stockage et d'entreposage sont classées INB à partir de dix millions de fois cette valeur.
Pour les accélérateurs de particules, la limite dépend de la masse et de l'énergie des particules, et de la puissance du faisceau.

### INB intéressant la défense
Les INB intéressant les affaires de Défense nationale forment une catégorie à part, les « Installations nucléaires de base secrètes » (INBS), définies par l'article R*1333-40 du code de la défense.

### Limites de la définition
Certaines installations nucléaires ne sont pas définies comme des INB, mais relèvent du régime des ICPE (installations classées pour la protection de l'environnement), dont, en particulier, les usines Comurhex (à Malvesi, etc.), l'entreposage d'uranium appauvri de Bessines-sur-Gartempe ou le stockage de déchets TFA (très faible activité radiologique), dont l'un des principaux centres est celui de Morvilliers.
La limite légale du régime des INB est donnée par le décret du 11 mai 2007 relatif à la nomenclature des installations nucléaires de base,.

## Surveillance
L'Autorité de sûreté nucléaire et l'Institut de radioprotection et de sûreté nucléaire surveillent la résistance aux séismes dans toutes les INB, y compris dans les installations d'ionisation situées dans une zone sismotectonique. Par exemple l'IRSN avait rapporté que, selon l'exploitant de l'installation d'ionisation de Pouzauges, l'INB la plus proche de l'épicentre distant de 60 km du séisme de 2023 dans l'Ouest de la France de magnitude 5,3, aucune incidence notable n'avait été relevée lors du séisme du 12 février 2018 à Saint-Hilaire-de-Voust, de magnitude modérée, entre 4,6 et 4,8, dont l'épicentre était distant de 20 km, l'installation étant à l'arrêt et les sources d’irradiation en position de sûreté au fond de la piscine d'entreposage. L'aléa sismique retenu pour l'installation nucléaire de Pouzauges est notablement plus élevé que la sollicitation sismique observée lors du séisme de 2018.

## Liste et nombre d’INB
La liste des INB est tenue à jour par l'Autorité de sûreté nucléaire (ASN).
- Au 31 décembre 2022, le nombre d'installations ayant le statut d'INB était de 123[9].
- Au 31 décembre 2015, le nombre d'installations ayant le statut d'INB était de 126[10]. Par rapport à 2014 :
  - Attribution du no 175 à l'INB ECRIN, précédemment désigné par « Bassins B2 et B2 » de l'usine Areva Malvési.
  - Création de l'INB no 176, ATLAS (AREVA Tricastin Laboratoires d’AnalyseS) sur les sites nucléaires du Tricastin et de Romans-sur-Isère.
  - Création de l'INB DIADEM (Déchets radioactifs Irradiants ou Alpha de DEMantèlement) à Marcoule.
  - Séparation de l'INB no 37 en deux INB : (INB 37-A et INB 37-B) sur le centre de Cadarache.
  - Déclassement de l'INB no 20, Siloé à Grenoble
  - Déclassement de l'INB no 106, LURE (Laboratoire pour l'utilisation du rayonnement électromagnétique) à Bure-sur-Yvette

- Au 31/12/2012, le nombre d'installations ayant le statut d'INB était de 125[11]. Par rapport à 2011 :
  - Création de l'INB 174, ITER à Cadarache.
  - Radiation de la liste de l'INB 134, "Magasin d'uranium" à Istres.

- Au 31/12/2011, le nombre d'installations ayant le statut d'INB était de 125[12]. Par rapport à 2010 :
  - Radiation de la liste de l'INB 19, le réacteur de recherche Mélusine, sur le site du CEA Grenoble.

- Au 31/12/2010, le nombre d'installations ayant le statut d'INB était de 126[13]. Par rapport à 2009 :
  - Création de l'INB no 173, l'installation ICEDA d'entreposage de déchet, et passage au statut d'INB (sans numéro) des bassins B1 et B2 de l'usine COMURHEX de Malvési (anciennement au statut ICPE).

- Au 31/12/2009, le nombre d'installations ayant le statut d'INB était de 124[14]. Par rapport à 2008 :
  - Radiation de la liste de l'INB 41, le réacteur Harmonie sur le site de Cadarache.
  - Création de l'INB no 171, l'atelier « Agate » et de l'INB no 172, le Réacteur Jules Horowitz (RJH), également toutes deux sur le site de Cadarache.

- Au 31/12/2008, le nombre d'installations ayant le statut d'INB était de 123[15],[16]. Par rapport à 2007 :
  - Création de l'INB no 169, MAGENTA, sur le site de Cadarache, et de l'INB 170, GAMMATEC, sur le site de Marcoule.

- Au 31/12/2007, le nombre d'installations ayant le statut d'INB était de 121[17],[18]. Par rapport à 2006 :
  - Radiation de la liste de l'INB 21 (réacteur Siloette à Grenoble) et de l'INB 134 (Magasin d'uranium à Miramas).
  - Changement de périmètre des INB 34, 57, 59 et 73 qui sont regroupés dans les deux nouvelles INB 165 et 166.
  - Création de l'INB 167 (EPR de Flammanville) et de l'INB 168 (Usine George-Besse 2 à Pierrelatte).

- Au 31/12/2006, le nombre d'installations ayant le statut d'INB était de 123[19],[20].

- Au 31/12/2005, le nombre d'installations ayant le statut d'INB était de 125[21].

- Au 31/12/2004, le nombre d'installations ayant le statut d'INB était de 126[22].

- Au 31/12/2003, le nombre d'installations ayant le statut d'INB était de 125[23].